# 아이돌잔치
《아이돌잔치》는 TV조선에서 화요일 밤 9시 50분에 방영되었던 전 텔레비전 프로그램이다.

## 방송 시간
| 방송 채널 | 방송 기간                           | 방송 시간          |
| --------- | ----------------------------------- | ------------------ |
| TV조선    | 2016년 11월 21일 ~ 2016년 11월 28일 | 월요일 밤 11시     |
| TV조선    | 2016년 12월 19일 ~ 2017년 1월 16일  | 월요일 밤 11시     |
| TV조선    | 2016년 12월 6일                     | 화요일 밤 11시     |
| TV조선    | 2017년 2월 21일 ~ 2017년 3월 14일   | 화요일 밤 9시 50분 |

## 출연자
- 김준호
- 이특
- 김신영

### 이전 출연자
- 박미선
- 이봉원
- 솔빈
- SORN
- 유타

## 게스트
| 회차  | 이름                                               |
| ----- | -------------------------------------------------- |
| 1 회  | 샤이니                                             |
| 2 회  | 샤이니                                             |
| 3 회  | 전설의 아이돌 (토니 안, 박준형, 데니 안, 브라이언) |
| 4 회  | 크레용팝                                           |
| 5 회  | 레드벨벳                                           |
| 6 회  | 마마무                                             |
| 7 회  | 아스트로                                           |
| 8 회  | 라붐                                               |
| 9 회  | 우주소녀                                           |
| 10 회 | 울랄라세션                                         |
| 11 회 | 방탄소년단                                         |
| 12 회 | 여자친구                                           |

## 동시간대 경쟁 프로그램
- 글로벌 아빠 찾아 삼만리 (EBS 1TV)
- 고수의 비법 황금알 (MBN)
- 스타쇼 원더풀데이 (채널A)
- 하숙집 딸들 (KBS 2TV)
- PD 수첩 (MBC)
- 불타는 청춘 (SBS)